# Estatua de Abraham Lincoln (Cincinnati)
La estatua de Abraham Lincoln de Cincinnati es una estatua de bronce de 11 pies (3,4 m) de altura, instalada en Lytle Park en el centro de Cincinnati, Ohio, Estados Unidos.

## Historia
La familia de Charles P. Taft encargó al artista George Gray Barnard que completara una estatua en conmemoración del centenario del nacimiento de Lincoln. La escultura se dio a conocer en Lytle Park el 31 de marzo de 1917. El expresidente de los Estados Unidos, William Howard Taft, hermano menor de Charles, pronunció el discurso de dedicación.
Existen dos fundiciones más de la estatua de Barnard, una en Louisville, Kentucky y otra en Mánchester, Inglaterra.